# HMS Audacity (D10)
Pour les articles homonymes, voir D10.
Le HMS Audacity est le premier porte-avions d'escorte ayant servi dans la Royal Navy, durant la Seconde Guerre mondiale. À l'origine, c'est un navire marchand allemand, nommé Hannover, construit par les chantiers Bremer Vulkan AG. Le Hannover est capturé le 8 mars 1940 dans les Caraïbes au large de la République dominicaine par le destroyer HCMS Assiniboine de la Marine royale canadienne et renommé Sinbad, puis Empire Audacity. Il est ensuite converti en porte-avions d'escorte pour la Royal Navy et entre en service sous le nom de HMS Empire Audacity, puis de HMS Audacity. Il finit torpillé par l'U-Boot allemand U-751 le 21 décembre 1941.
Le porte-avions naviguait à une certaine distance du convoi pour pouvoir facilement manœuvrer et se mettre vent debout pour lancer ses appareils , avec pour revers de la médaille qu'il ne bénéficiait pas de la protection des escorteurs anti sous-marins équipés de sonars, et en faisait ainsi une cible facile pour les Uboot qui avaient reçu pour instruction de les torpiller en priorité. Cette tactique sera révisée par la suite.
Le torpillage en pleine nuit et en plein hiver fut particulièrement meurtrier : L'avant fut arraché par la torpille et les réservoirs d'essence aviation à haut indice d'octane explosèrent, le navire sombra en à peine plus d'une heure et les survivants furent précipités dans les eaux glacées de l'Atlantique.
Eric Brown, futur pilote d'essais au palmarès à rallonge et pionnier de la propulsion à réaction fut un des très rares survivants de ce torpillage dramatique. La propagande allemande revendiqua le torpillage d'un porte avions d'escadre militaire de la classe HMS Illustrious (23000T) alors que le HMS Audacity était un cargo reconverti, de 6000 T de jauge.